# Tchastny Korrespondent
Tchastny Korrespondent (en russe Частный Корреспондент, littéralement : Correspondant privé) est un magazine en ligne russe fondé en 2008, dont les articles sont sous licence Creative Commons.
Il a obtenu en 2011, le prix Runet (en) (en russe Премия Рунета/Premia Runeta), prix gouvernemental russe décerné à des sites nationaux.